# Fosters hjem for fantasivenner
Fosters hjem for fantasivenner (originaltitel: Foster's Home for Imaginary Friends) er en Emmy-vindende, amerikansk-irsk tegnefilmserie skabt og produceret af Craig McCracken, som også stod bag Powerpuff Pigerne. Serien kører på Cartoon Network og TG4.

## Medvirkende

### Danske stemmer
- Bloo – Søren Ulrichs
- Mac – Annevig Schelde Ebbe
- Eduardo – Peter Røschke
- Villy – Caspar Phillipson
- Hr. Herriman – Lasse Lunderskov
- Frankie / Grevinden - Sidsel Agensø

## Afsnit
| Sæson | Sæson    | Afsnit | Oprindelig sendt | Oprindelig sendt  |
| Sæson | Sæson    | Afsnit | Start            | Slut              |
| ----- | -------- | ------ | ---------------- | ----------------- |
|       | 1        | 13     | 13. august 2004  | 22. oktober 2004  |
|       | 2        | 13     | 21. januar 2005  | 15 juli 2005      |
|       | 3        | 14     | 22. juli 2005    | 24. marts 2006    |
|       | 4        | 13     | 28. april 2006   | 23. november 2006 |
|       | Kortfilm | 18     | 14. juni 2006    | 7. august 2007    |
|       | 5        | 13     | 4. maj 2007      | 6. marts 2008     |
|       | 6        | 13     | 13. marts        | 3. maj 2009       |